# Linda McCartney
Linda McCartney (Nova Iorque, 24 de setembro de  1941 — Tucson, 17 de abril de 1998), batizada com o nome de Linda Louise Eastman, foi uma fotógrafa dos Estados Unidos, da editora Rolling Stone Magazine, musicista e ativista dedicada a divulgar e combater abusos contra os animais. Tornou-se famosa mundialmente ao casar-se com Paul McCartney em 12 de março de 1969.

## Formação
Filha de um bem sucedido advogado, Lee Eastman, e de Louise Lindner (dona da fortuna das lojas Lindner), Linda cresceu na cidade de Scarsdale (estado de Nova Iorque) e se tornou uma grande fotógrafa. Formou-se em Artes na Universidade do Arizona, e foi durante estes anos que se apaixonou por fotografia. Mas, foi só depois que ela retornou a Nova Iorque que começou a demonstrar o seu talento com as câmeras.

## Fotógrafa
Começou sua carreira de fotógrafa na editora Town and Country magazine, e foi quando fotografava a banda The Rolling Stones num iate que percebeu que este segmento de seu trabalho estaria em grande demanda.
Tornou-se fotógrafa profissional em meados dos anos 1960 e imortalizou-se fotografando ícones do rock como The Who, Jimi Hendrix, The Doors, Traffic, Simon & Garfunkel, Bob Dylan, Aretha Franklin, Otis Redding e, subsequentemente, The Beatles, quando então acabou conhecendo seu futuro marido, Paul McCartney.
Quando trabalhou com a editora da Rolling Stone, Linda produziu um trabalho de alta qualidade que continua sendo publicado internacionalmente. Linda foi a primeira fotógrafa a assinar uma foto na capa da revista (retratando Eric Clapton). Depois de alguns anos, quando saiu na capa da Rolling Stone com Paul McCartney, tornou-se a única pessoa a ter fotografado uma capa e também sido fotografada para a capa da revista.
Seu trabalho já foi exposto em dezenas de galerias de arte, da América do Sul à Austrália, incluindo o Victoria and Albert Museum em Londres, o Centro Internacional de Fotografia em Nova York e a Galeria Nacional de Retratos, em Londres. Foi reconhecida nos Estados Unidos como a melhor fotógrafa mulher nos anos de 1967 e 1968. Também publicou cinco livros de fotografias suas.
Em 2011, a editora Taschen, homenageando Linda, publicou uma seleção de fotos suas na Life in photographs.
Linda trabalhou produtivamente como fotógrafa até 1998, quando morreu devido a um câncer de mama.

## Musicista
O sucesso de Linda na música foi — no conjunto total de seu trabalho — por conta de seu marido, o ex-Beatle Paul McCartney. Linda nunca foi uma intérprete, ou compositora, antes de conhecer Paul, mas mesmo assim ela cativou o público mundialmente também com sua constante presença no teclado durante as apresentações ao vivo e com seus doces acompanhamentos vocais junto a Paul. Nota-se em particular, canções de grande sucesso como "Another Day", em que Paul toca todos os instrumentos e Linda preenche a melodia suavemente junto ao marido com vocais de fundo. Este preenchimento vocal ("duuuhs") é quase que uma marca registrada de Paul, que se destacou mais ainda durante os anos que lançava seus discos da carreira solo, ou com o grupo Wings em que, talvez por falta de seus originais ex-parceiros de rock ou por uma grande conveniência, usava constantemente sua esposa nas gravações. A combinação nova funcionou e juntos se tornaram os músicos pop mais ricos da história da música.
Os sucessos musicais de gravações feitas juntos foram em grande parte número um na Inglaterra e nos Estados Unidos:
- "My Love",
- "Let' em in",
- "Silly Love Songs",
- "With a Little Luck",
- "London Town",
- "Band on the Run",
- "Tug of War",
- "Pipes of Peace",
- "Give my Regards to Broadstreet", etc.

O sucesso junto ao marido lhe abriu as portas e Linda gravou seu próprio projeto que inclui faixa que ela compôs e canta o vocal principal. A canção principal de sua autoria, "Seaside Woman" (1977) foi remixada para um filme curto homônimo, premiado no Festival de Cannes em 1980. A única coletânea de suas canções com lançamento póstumo chama-se Wide Prairie (1998), com canções interpretadas por vários artistas. Outras canções que ela canta o solo principal incluem:
- "The White Coated Man"
- "New Orleans"
- "B Side to Seaside"

e, em "I Am Your Singer", do álbum Wild Life (1972), Linda canta os vocais com Paul revezando com ele os versos solo.

## Vegetariana, ativista e ambientalista
Linda se manifestava frequentemente contra o abuso aos animais, e era uma ambientalista, trabalhando com organizações como a PETA, Lynx e Friends of the Earth. Com esta atitude em mente ela comercializou vários pratos vegetarianos pré-preparados para o seu segmento no mercado com sua própria marca registrada e ficou milionária por conta própria, mesmo se não estivesse casada com o baixista dos beatles. Linda também publicou um livro de receitas vegetarianas que é bem popular com sua geração de fãs, comercializado nos anos da década de 1990 ("Linda McCartney’s Home Cooking" em português, "Comida Caseira da Linda McCartney").

## Família
Paul adotou legalmente, de um casamento anterior de Linda com o geólogo Joseph Melville See Jr. (1937-2000), a filha Heather McCartney Potter, nascida em: 1963 e, juntos Linda e Paul tiveram Mary (fotógrafa; nasceu: 1969); Stella McCartney (destacada Designer de roupas; nasceu: 1971); e James Louis McCartney (músico; nasceu: 1977).
Linda faleceu de câncer em Tucson, Arizona, e foi cremada no mesmo local, suas cinzas foram levadas para a Inglaterra e espalhadas na Fazenda McCartney em Sussex, na Inglaterra. Paul tem agora vários netos.

## Prêmios
1980 Festival de Cannes, Palme d'Or, Short Film de Oscar Grillo (canção de Linda McCartney): "Seaside Woman".